# 대리주차

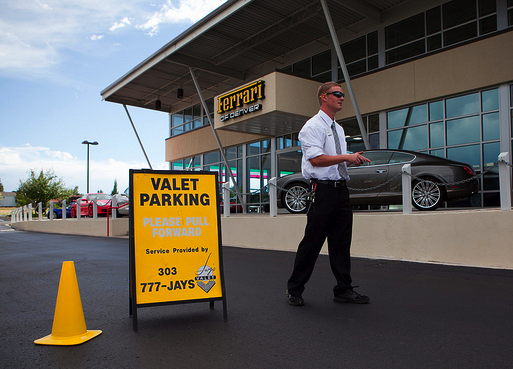

대리주차(代理駐車)는 레스토랑, 가게, 백화점 등 서비스 업계의 주차 서비스이다. 손님의 차를 대신 주차해주며, 발레파킹(Valet parking)이라고도 한다. 반의어는 고객이 자신의 차량을 직접 주차공간에 대는 셀프파킹(self-parking)이다.

## 설명
발레파킹은 일반적으로 해당 시설의 직원이거나 제3자 발레파킹 서비스의 직원이다. 요금이 부과되는 경우 일반적으로 정액 금액이거나 주차 기간에 따라 요금이 부과된다. 미국에서는 실제로 차를 주차한 주차 대행자에게 팁을 주는 것이 관례이다. 주차 대행 서비스는 주차 공간이 부족한 도시 지역에서 가장 자주 제공되며 가장 유용하다. 하지만 일부 고급 기업에서는 셀프 주차를 쉽게 이용할 수 있음에도 불구하고 주차 대행 서비스를 옵션 서비스로 제공한다. 예를 들어, 캘리포니아의 실리콘 밸리와 같은 부유한 교외 지역에서는 일부 병원(예: 스탠포드 대학 의료 센터)에서 환자와 방문객의 편의를 위해 주차 대행 서비스를 제공한다.
일부 차량에는 시동을 걸고 운전석 옆문을 열지만 주차 대행인이 트렁크나 글러브 박스에 있는 귀중품에 접근하는 것을 방지하는 발레 키라고 하는 추가 키가 함께 제공된다.